# Gillham
Gillham è un comune degli Stati Uniti d'America, situato in Arkansas, nella contea di Sevier.